# Alkaloid
Alkaloider er en gruppe naturligt forekommende organiske stoffer, sekundære metabolitter, der ud over carbon og hydrogen indeholder nitrogen og produceres i mange organismer som bakterier, svampe, planter og dyr. Mange forskellige kemiske strukturer er repræsenteret blandt alkaloiderne, der også kan bestå af oxygen og svovl, sjældnere af chlor, brom eller fosfor. Nogle syntetiske stoffer af lignende struktur betegnes også som alkaloider. Ordet er dannet ud fra "alkali" (base), og i begyndelsen brugte man det som navn for alle kvælstofholdige baser, (som i dag kaldes aminer). De kan udtrækkes med syre (som regel bruger man saltsyre eller svovlsyre, men man kan også bruge organiske syrer som maleinsyre eller citronsyre).
Mange alkaloider er toksiske for andre organismer eller er farmakologisk virksomme. Selv om mange alkaloider er giftige (f.eks. stryknin og coniin ), bliver andre ofte brugt som en del af en naturmedicin, som rusmiddel eller i forbindelse med etniske ritualer. Eksempler er det lokalbedøvende og stimulerende kokain, det psykedeliske psilocin, de stimulerende stoffer koffein, theobromin og nikotin, de bedøvende og smertestillende stoffer opium, morfin og kodein, det antibakterielle berberin, anticancer-stoffet vincristin, det blodtryks-hævende reserpin og det blodkar-åbnende vincamin. Selv om et alkaloid kan have en meget specifik molekylær måde at påvirke den menneskelige organisme, kan det fysiologiske respons være kompliceret. Hvis man indtager et alkaloid igennem munden, starter det fysiologiske respons ofte med en bitter smag.

## Klassificering af alkaloider
Man klassificerer almindeligvis alkaloiderne efter en molekylær forløber i den organisme, som danner stoffet. Når man ikke kender nok til syntesen af et alkaloid, grupperer man det i stedet efter indholdet af velkendte dele af dets struktur (f.eks. kaldes opiaterne somme tider for "fenantrener"), eller efter de planter, man kender alkaloidet fra. Når man får mere viden om stoffet, ændres grupperingen, sådan at den afspejler den nye viden, og oftest dannes navnet på grundlag af de biologisk vigtige aminer, der spiller en væsentlig rolle i syntesen af stoffet.

### Grupperinger
- Pyridingruppen: piperin, coniin, trigonellin, arekaidin; guvacin; pilokarpin; cytisin; nikotin; spartein.

- Tropan gruppen: atropin, kokain, hygrin, ecgonin, pelletierin.

- Quinolingruppen: kinin, stryknin, brucin, veratrin, cevadin

- Isoquinolingruppen: opiaterne (morfin, kodein, tebain, papaverin, narkotin, narcein), hydrastin, berberin

- Phenethylamingruppen: MDMA, amfetamin, metamfetamin, meskalin, efedrin, cathinon

- Indolgruppen:
  - Tryptaminer: DMT, NMT, psilocybin, serotonin
  - Ergoliner: ergotiske alkaloider (ergin, ergotamin, lyserginsyre, osv.), LSD
  - Carboliner: harmin, yohimbin, reserpin, emetin

- Puringruppen:
  - Xanthiner: koffein, theobromin, theofyllin

- Terpenoidgruppen:
  - Aconitumalkaloider: aconitin
  - Steroider: solanin

- Betainer: muskarin, kolin, neurin

- Wikimedia Commons har flere filer relateret til Alkaloid